# Getränkemarkt

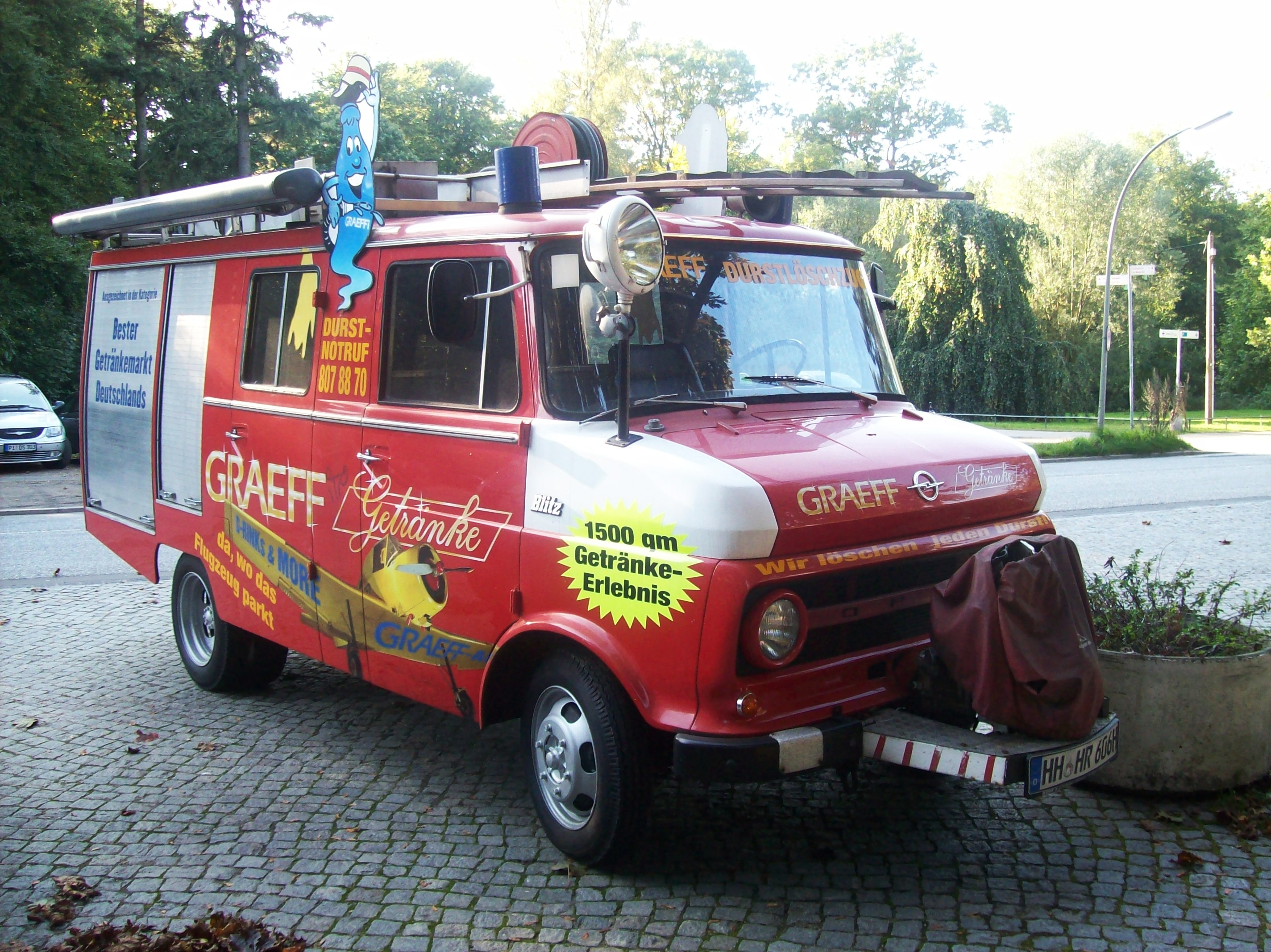
Als Feuerwehrauto („Durstlöscher“) gestaltetes Fahrzeug eines Getränkemarkts

Ein Getränkemarkt ist ein großes Einzelhandelsgeschäft, das überwiegend Getränke an Endkunden verkauft. Die Produkte werden zur Selbstbedienung der Kunden abgegeben. Die Bezahlung erfolgt nach der Auswahl der Getränke durch den Kunden vor dem Verlassen des Geschäfts an zentralen Kassen.

## Marktsegmente
In Deutschland gibt es keinen landesweiten Handelskonzern, der mit einer Marke und einem einheitlichen Ladenkonzept ausschließlich als Getränkemarkt auftritt. Größere Supermärkte können einen separat angeschlossenen Getränkemarkt betreiben, wobei dies meist als Shop-in-Shop-Konzept gelöst ist. Dabei stellt der Getränkemarkt eine Ergänzung zum Angebot der Lebensmittel dar.
Die zehn wichtigsten Gruppen von Getränkeabholmärkten in Deutschland waren 2014:
- Rewe-Für Sie / GVG
- Edeka Rhein-Ruhr
- Top Vertriebs- und Beschaffungs GmbH (u. a. Sagasser)
- Get-N, Hannover (HOL'AB!, Big Durst, Lösch-Depot, Vollgut, Bilgro, Get together, Trink und Spare, Cash)
- Beveco (Dursty, Getränke Hoffmann)
- NEV Getränke + GAMP (Zisch 8, Getränke Partner, GAM-Partner)
- GEFAKO
- Pro Getränke (einschl. Trinks Plus, Fleischmann, GLG)
- Fristo
- Markgrafen Getränkevertrieb[1]

## Angebote
Getränkemärkte bieten meist ein breites Angebot von alkoholischen und alkoholfreien Getränken an, wobei der Verkauf von Getränkekisten im Mehrwegsystem gegenüber dem Einwegpfand dominiert (siehe auch Pfand auf Getränkebehälter). Das Sortiment variiert regional, sodass z. B. in Hessen aus einer Kelterei als Direktvermarktung des Apfelweins zahlreiche Getränkemärkte entstanden sind. Das Leergut wird entweder persönlich oder zunehmend durch Leergutautomaten zurückgenommen.